# Zhang Mengyu
Dans ce nom chinois, le nom de famille, Zhang, précède le nom personnel Mengyu.
Pour les articles homonymes, voir Zhang.
Zhang Mengyu, née le 11 août 1998, est une taekwondoïste chinoise, championne du monde des moins de 67 kg en 2019.

## Biographie
Lors de sa première apparition en compétition chez les seniors au Grand Prix de Rome en 2018, elle remporte la médaille d'or en battant, en demi-finale, la championne olympique en titre, la Sud-Coréenne Oh Hye-ri.
En 2019, aux Championnats du monde de taekwondo 2019, elle devient championne du monde des poids Welter (-67 kg) en battant la Turque Nur Tatar en finale.